# Uncle Tom's Cabin (film 1913 Turner)
Uncle Tom's Cabin è un cortometraggio muto del 1913 diretto da Otis Turner e prodotto da Independent Moving Pictures.
Si tratta di uno dei numerosi adattamenti cinematografici del celebre romanzo di Harriet Beecher Stowe. La storia, ambientata nel Sud degli Stati Uniti al tempo della schiavitù, in precedenza era stata portata sullo schermo già altre cinque volte, le prime due nel 1903 e poi nel 1909 e ancora due volte nel 1910. Sempre nel 1913 un'altra versione della storia fu realizzata dalla Kalem Company per la regia di Kenean Buel e Sidney Olcott. Come in tutte le versioni prodotte nel cinema muto fino al 1914, i personaggi afroamericani sono interpretati da attori in blackface, a cominciare dal protagonista Harry A. Pollard ("Uncle Tom") e da sua moglie Margarita Fischer (qui nel ruolo di "Topsy"). Tra gli altri interpreti si segnala Gertrude Short nella parte della piccola "Eva".
Il film è perduto, ma ne restano alcune foto di scena ed alcune recensioni sulla stampa dell'epoca.

## Trama
La famiglia Shelby è in gravi problemi economici. Gli Shelby sono dunque costretti a vendere Tom, un uomo fedele e buono, e il piccolo Harry, di soli 5 anni, a uno spietato mercante di schiavi. Eliza, madre di Harry, scappa con il piccolo. Si ricongiungerà a suo marito George e si rifugeranno tutti in Canada. Tom, invece, si consegna al mercante di schiavi. Conoscerà un padrone generoso con una figlia, la piccola Eva, che considererà Tom come un secondo padre. Il padrone e la figlia muoiono, e Tom è costretto ad avere un nuovo padrone. Questa volta cadrà nelle mani di un uomo spietato, Simon Legree, che lo farà frustare a morte per essersi rifiutato di punire un'altra schiava.

## Produzione
Il film fu prodotto negli Stati Uniti da Independent Moving Pictures.

## Distribuzione
Il film uscì nelle sale cinematografiche statunitensi il 25 agosto 1913.